# I miei successi (Raffaella Carrà 2014)
I miei successi ventiquattresima raccolta italiana di Raffaella Carrà, pubblicata nel 2014 dalle etichette discografiche Sony Music e The Saifam Group.

## Descrizione
Ennesima raccolta su CD di successi della cantante, cronologicamente la terza con questo titolo, dopo:
- 1993 - Serie Nice Price (Columbia COL 473786)
- 2011 - Antologia in 3 CD (Sony Music Columbia 88697833932), ristampata nel 2013 allegata a TV Sorrisi e Canzoni e due volte nel 2014 per altre serie musicali.

Pubblicata in due edizioni identiche con lo stesso numero di catalogo, nella seconda il CD è allegato alla rivista bimestrale Music Talent Star (anno 2 n.2, Marzo 2014).
Non contiene inediti, non è mai stata promossa dall'artista e non è disponibile per il download digitale o per lo streaming.

## Tracce
1. Tuca tuca – 2:38 (testo: Gianni Boncompagni – musica: Franco Pisano)
2. Ma che musica maestro – 3:16 (testo: Sergio Paolini, Stelio Silvestri – musica: Franco Pisano)
3. Reggae Rrrrr! – 2:35 (testo: Gianni Boncompagni – musica: Franco Pisano)
4. Tanti auguri – 3:50 (testo: Gianni Boncompagni, Daniele Pace – musica: Gianni Boncompagni, Paolo Ormi)
5. Forte forte forte – 3:22 (testo: Cristiano Malgioglio – musica: Franco Bracardi)
6. Rumore Nuova Registrazione (remix 2005) – 3:44 (testo: Andrea Lo Vecchio – musica: Guido Maria Ferilli)
7. A far l'amore comincia tu (Liebelei) – 2:42 (testo: Daniele Pace – musica: Franco Bracardi)
8. Ma che sera – 3:31 (Gianni Boncompagni)
9. Felicità tà tà – 3:04 (testo: Gianni Boncompagni, Dino Verde – musica: Gianni Boncompagni, Paolo Ormi)
10. Perdono, non lo faccio più – 1:56 (testo: Gianni Boncompagni – musica: Franco Pisano)
11. El Borriquito – 3:40 (Peret [2])
12. Chissà se va – 2:51 (testo: Castellano e Pipolo[3] – musica: Franco Pisano)
13. Pedro – 3:20 (testo: Gianni Boncompagni – musica: Gianni Boncompagni, Franco Bracardi, Paolo Ormi)
14. E salutala per me – 4:35 (testo: Gianni Boncompagni – musica: Franco Bracardi)
15. Rumore – 3:30 (testo: Andrea Lo Vecchio – musica: Guido Maria Ferilli)
16. Festa (Fiesta) – 3:17 (testo: Gianni Boncompagni – musica: Franco Bracardi, Paolo Ormi)